# Wereldkampioenschappen schoonspringen 2023 – eenmeterplank vrouwen
Het schoonspringen vanaf de eenmeterplank voor vrouwen tijdens de wereldkampioenschappen schoonspringen 2023 vond plaats op 14 en 15 juli 2023 in het Prefecturale zwembad van Fukuoka in Fukuoka.

## Uitslag
De eerste twaalf deelnemers, hier aangegeven met groen, gingen door naar de finale.
| Rang   | Naam                        | Land             | Voorronde | Voorronde | Finale        | Finale        |
| Rang   | Naam                        | Land             | Punten    | Rang      | Punten        | Rang          |
| ------ | --------------------------- | ---------------- | --------- | --------- | ------------- | ------------- |
| Goud   | Lin Shan                    | China            | 291,25    | 1         | 318,60        | 1             |
| Zilver | Li Yajie                    | China            | 283,35    | 2         | 306,35        | 2             |
| Brons  | Aranza Vázquez              | Mexico           | 262,20    | 3         | 285,05        | 3             |
| 4      | Pamela Ware                 | Canada           | 237,35    | 12        | 284,40        | 4             |
| 5      | Maha Amer Eissa             | Egypte           | 237,60    | 11        | 264,55        | 5             |
| 6      | Chiara Pellacani            | Italië           | 243,45    | 5         | 260,85        | 6             |
| 7      | Hailey Hernandez            | Verenigde Staten | 239,40    | 10        | 259,20        | 7             |
| 8      | Michelle Heimberg           | Zwitserland      | 251,90    | 4         | 258,35        | 8             |
| 9      | Georgia Sheehan             | Australië        | 242,25    | 6         | 256,75        | 9             |
| 10     | Jette Müller                | Duitsland        | 242,00    | 8         | 248,25        | 10            |
| 11     | Julia Vincent               | Zuid-Afrika      | 242,25    | 6         | 227,05        | 11            |
| 12     | Elena Bertocchi             | Italië           | 239,55    | 9         | 215,10        | 12            |
| 13     | Elizabeth Roussel           | Nieuw-Zeeland    | 235,65    | 13        | Uitgeschakeld | Uitgeschakeld |
| 14     | Kim Na-hyun                 | Zuid-Korea       | 234,40    | 14        | Uitgeschakeld | Uitgeschakeld |
| 15     | Mia Vallée                  | Canada           | 232,15    | 15        | Uitgeschakeld | Uitgeschakeld |
| 16     | Joslyn Oakley               | Verenigde Staten | 231,95    | 16        | Uitgeschakeld | Uitgeschakeld |
| 17     | Clare Cryan                 | Ierland          | 229,50    | 17        | Uitgeschakeld | Uitgeschakeld |
| 18     | Kaja Skrzek                 | Polen            | 229,45    | 18        | Uitgeschakeld | Uitgeschakeld |
| 19     | Kim Su-ji                   | Zuid-Korea       | 229,40    | 19        | Uitgeschakeld | Uitgeschakeld |
| 20     | Lauren Hallaselkä           | Finland          | 227,50    | 20        | Uitgeschakeld | Uitgeschakeld |
| 21     | Elna Widerström             | Zweden           | 227,00    | 21        | Uitgeschakeld | Uitgeschakeld |
| 22     | Gladies Lariesa Garina Haga | Indonesië        | 226,55    | 22        | Uitgeschakeld | Uitgeschakeld |
| 23     | Anna Santos                 | Brazilië         | 226,45    | 23        | Uitgeschakeld | Uitgeschakeld |
| 24     | Anisley García              | Cuba             | 226,30    | 24        | Uitgeschakeld | Uitgeschakeld |
| 25     | Naïs Gillet                 | Frankrijk        | 225,15    | 25        | Uitgeschakeld | Uitgeschakeld |
| 26     | Luana Lira                  | Brazilië         | 224,35    | 26        | Uitgeschakeld | Uitgeschakeld |
| 27     | Brittany O'Brien            | Australië        | 221,45    | 27        | Uitgeschakeld | Uitgeschakeld |
| 28     | Džeja Delanija Patrika      | Letland          | 218,90    | 28        | Uitgeschakeld | Uitgeschakeld |
| 29     | Caroline Kupka              | Noorwegen        | 217,00    | 29        | Uitgeschakeld | Uitgeschakeld |
| 30     | Helle Tuxen                 | Noorwegen        | 214,95    | 30        | Uitgeschakeld | Uitgeschakeld |
| 31     | Paola Pineda                | Mexico           | 214,25    | 31        | Uitgeschakeld | Uitgeschakeld |
| 32     | Elizabeth Pérez             | Venezuela        | 213,10    | 32        | Uitgeschakeld | Uitgeschakeld |
| 33     | Lena Hentschel              | Duitsland        | 212,00    | 33        | Uitgeschakeld | Uitgeschakeld |
| 34     | Daniela Zapata              | Colombia         | 210,70    | 34        | Uitgeschakeld | Uitgeschakeld |
| 35     | Ong Ker Ing                 | Maleisië         | 204,30    | 35        | Uitgeschakeld | Uitgeschakeld |
| 36     | Bailey Heydra               | Zuid-Afrika      | 202,00    | 36        | Uitgeschakeld | Uitgeschakeld |
| 37     | Emilia Nilsson Garip        | Zweden           | 199,95    | 37        | Uitgeschakeld | Uitgeschakeld |
| 38     | Ana Ricci                   | Peru             | 199,35    | 38        | Uitgeschakeld | Uitgeschakeld |
| 39     | Amelie Foerster             | Roemenië         | 190,85    | 39        | Uitgeschakeld | Uitgeschakeld |
| 40     | Rocío Velázquez             | Spanje           | 189,40    | 40        | Uitgeschakeld | Uitgeschakeld |
| 41     | Estilla Mosena              | Hongarije        | 186,90    | 41        | Uitgeschakeld | Uitgeschakeld |
| 42     | Patrícia Kun                | Hongarije        | 182,40    | 42        | Uitgeschakeld | Uitgeschakeld |
| 43     | Prisis Ruiz                 | Cuba             | 181,15    | 43        | Uitgeschakeld | Uitgeschakeld |
| 44     | Kimberly Bong               | Maleisië         | 178,40    | 44        | Uitgeschakeld | Uitgeschakeld |